# Odelric de Reims
 (décembre 2022).
Odelric ou Odalric, mort en 969 fut archevêque de Reims de 962 à 966.

## Origine familiale
Les Annales de Flodoard donnent le nom des parents d’Odalric : Hugues, comte de Chaumontois et son épouse Eve. Son frère Arnulf, succéda au comté de Chaumontois et mourut vers 950. Par son père Hugues, Odalric descendrait de Drogon de Champagne, et par conséquent de la famille des arnulfiens, descendants de Saint Arnould, évêque de Metz.

## Biographie
À la mort de l’évêque Artaud, le siège de Reims est revendiqué par Hugues, fils d’Herbert II, comte de Vermandois, soutenu par Hugues le Grand. Mais le clergé de Lotharingie en décide autrement au synode de Meaux où Hugues est écarté au profit d’Odalric, alors chanoine de Metz.

## Décès, sépulture et voyage à Liège post-mortem
Odalric meurt en 969, vraisemblablement de blessures reçues à la tête, ce qui n'apparaît pas dans les chroniques de l'époque. Il est le premier archevêque à être enterré dans la cathédrale de Reims, près du chœur, ce qui lui vaudra un transfert à Liège quelques siècles plus tard.
En 1192, l'évêque de Liège Saint Albert est assassiné à Reims par des fidèles de l'empereur Henri VI. Le corps, entouré d'une vénération populaire immédiate, est inhumé dans la cathédrale, à l'entrée du chœur. Au début du XVIIe siècle le clergé de Liège réclame les reliques de Saint Albert. En 1612, l'archevêque de Reims Louis de Lorraine fait exhumer un corps que l'on identifie comme étant celui de Saint Albert, le crâne portant des traces de coups d'épée. Le corps est alors transféré au couvent des carmélites de Liège où il sera vénéré pendant trois siècles comme étant celui de Saint Albert.

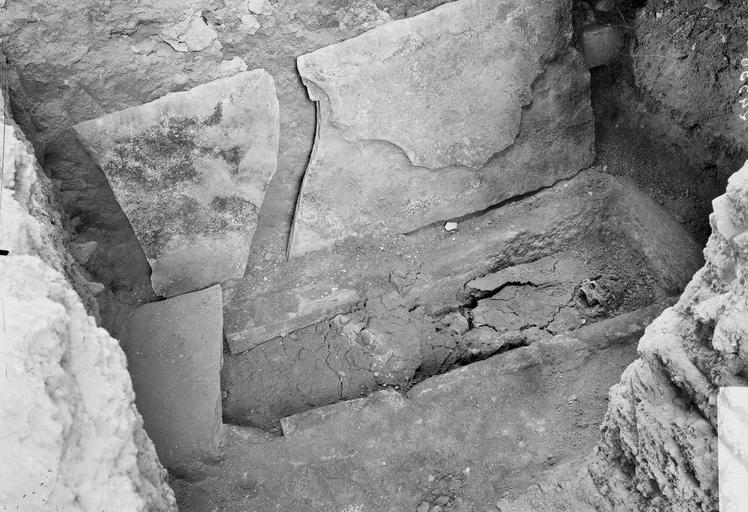
La tombe d'Odalric à Reims, ouverte en septembre 1919 (photographiée en 1926).

En 1919, au cours des travaux de restauration qui ont suivi le bombardement de la cathédrale, les corps des archevêques sont exhumés. Dans la tombe que l'on croyait être celle d'Odalric, on découvre un corps portant de très nombreuses traces de coups. Les objets retrouvés dans le sarcophage datent de la fin du XIIe siècle. Grâce à l'anneau épiscopal, ce corps est identifié en 1921 comme étant celui de Saint Albert. A Liège, on exhume les reliques qui s'avèrent en fait être les restes d'Odalric. On procède alors à l'échange, et après trois siècles d'absence, le corps d'Odalric vient reposer de nouveau dans la cathédrale de Reims. La pierre tombale est aujourd'hui visible sur le sol de la nef.

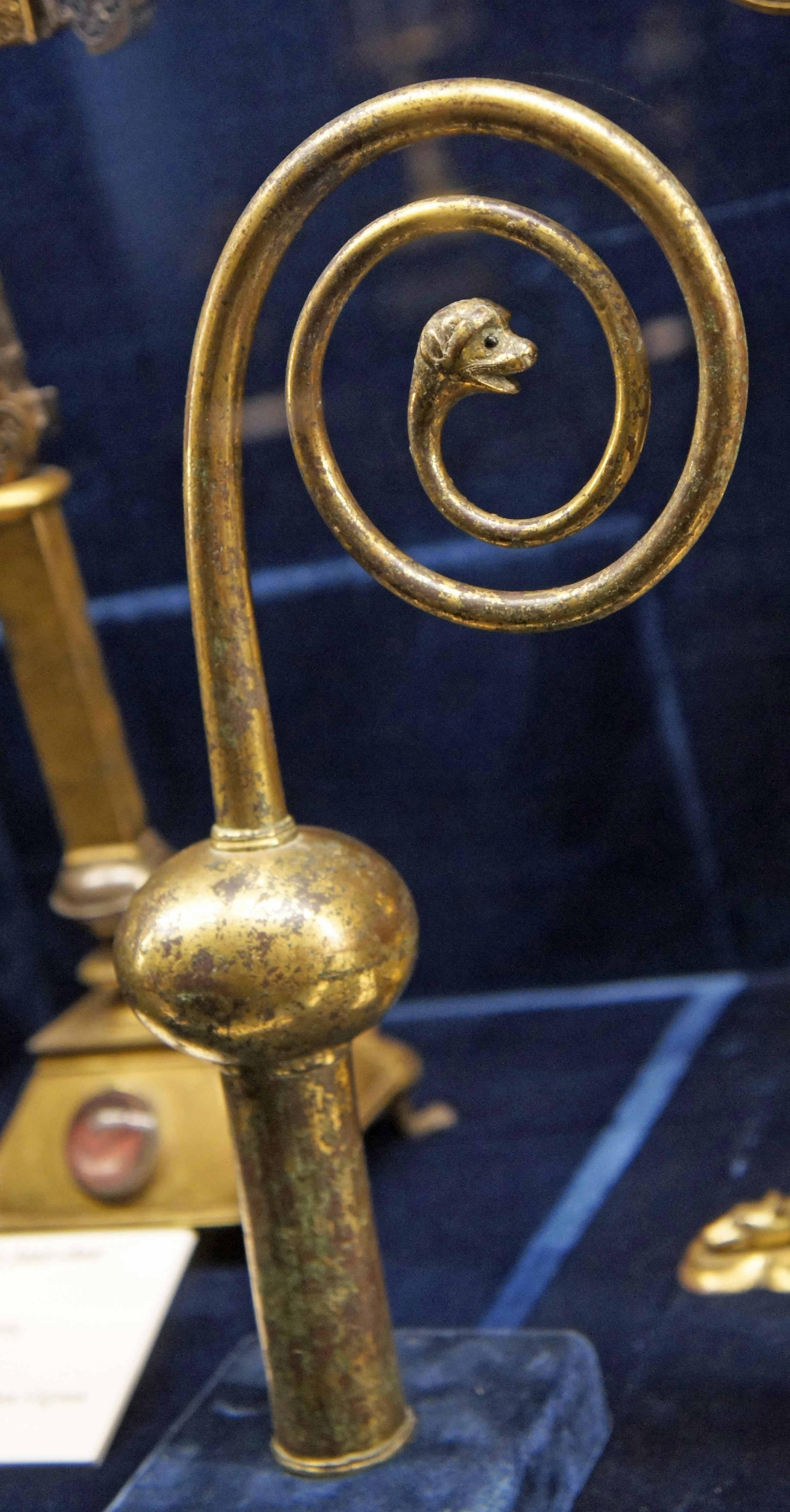
La crosse d'Odelric de Reims, palais du Tau (Reims), parfois attribuée par erreur à Albert de Louvain[3],[4],[5].

## Sources
1. ↑  RECUEIL DES HISTORIENS DES GAULES ET DE LA FRANCE. TOME NEUVIÈME. A PARIS, 1757. Par des RELIGIEUX BÉNÉDICTINS de la Congrégation de S. Maur.
2. ↑  RELIQUE DU FAUX SAINT-ALBERT DE LIEGE (EN FAIT ODALRIC MORT EN 971), ENVOYE PAR ERREUR PAR L'ARCHEVEQUE LOUIS DE LORRAINE A LIEGE
3. ↑  Notice no AP51W01317, sur la plateforme ouverte du patrimoine, base Mémoire, ministère français de la Culture.
4. ↑  Notice no AP51W01316, sur la plateforme ouverte du patrimoine, base Mémoire, ministère français de la Culture.
5. ↑  Notice no PM51003731, sur la plateforme ouverte du patrimoine, base Palissy, ministère français de la Culture.